# Cmentarz żydowski w Lomnicy
Cmentarz żydowski w Lomnicy – cmentarz żydowski wpisany do czeskiego rejestru zabytków, znajdujący się w północnej części Lomnicy.
Cmentarz rozkłada się na zboczu, zajmuje powierzchnię 3500m² o kształcie trapezu. Prawdopodobnie został założony na początku XVIII wieku . Okala go kamienny mur. Zachowało się około 1000 skierowanych na wschód nagrobków  w barokowym, klasycystycznym i historyzującym stylu. Starsze wykonano z białego marmuru i piaskowca, a późniejsze z czarnego i jasnego granitu. Według Jiřiego Fiedlera oraz czeskiego rejestru zabytków, najstarszy zachowany nagrobek pochodzi z 1716 roku , choć Jan Heřman podaje, iż najstarsza macewa pochodzi z 1686 roku . Fiedler wspomina, iż płyty zostały skatalogowane przed II wojną światową i podaje, że zostały także prawdopodobnie przewiezione z innego, starszego cmentarza, który przypuszczalnie znajdował się w miejscowości Lysice .
Nekropolia była czynna do II wojny światowej. Lokalna gmina żydowska przestała istnieć w 1940 roku .